# Safe House (Fernsehserie)
Safe House ist eine britische Krimidrama-Anthologie-Serie aus dem Jahr 2015 von Michael Crompton. Im Mittelpunkt der bislang zwei Staffeln steht jeweils ein ehemaliger Polizist, der mit seiner Partnerin ein Gästehaus in ein Safe House umgewandelt hat und zum ersten Mal eine Familie, die Opfer eines Verbrechens geworden ist und weiterhin durch den Täter gefährdet ist, zu ihrem Schutz aufnimmt.

## Produktion
Safe House wurde von Eleventh Hour Films nach einer Idee von Michael Crompton produziert, der auch das Drehbuch für die erste Staffel schrieb und in der dritten Folge einen Gastauftritt als Eddie Reynolds’ Rechtsanwalt hat. In der zweiten Staffel wurde das Drehbuch von Ed Whitmore und Tracey Malone geschrieben; Regie führte in beiden Staffeln Marc Evans. Drehort war in der ersten Staffel der britische Lake District und der nahe Ort Coniston; in der zweiten Staffel wurde auf der walisischen Insel Anglesey gedreht.

## Handlung
Als Anthologie-Konzept war ursprünglich geplant, dass die Hauptfigur der ersten Staffel, Robert Carmichael (Christopher Eccleston), fester Bestandteil bleibt und in jeder Staffel andere Personen in sein Safe House aufnimmt. Nachdem Eccleston vor der zweiten Staffel überraschend ausstieg, wurde das Konzept so geändert, dass auch die Betreiber des Safe House wechseln und die folgende Staffel ein anderes Safe House zum Gegenstand hat.

### Staffel 1 – The Lake
Beim letzten Auftrag des ehemaligen Polizisten Robert Carmichael wurde die Zeugin Susan Reynolds, die er beschützen sollte, erschossen. Sie sollte an dem Tag gegen ihren Mann Eddie Reynolds aussagen; dieser sitzt seitdem im Gefängnis. Als neues Videomaterial aus der Tatnacht auftaucht, will er Revision einlegen.
Robert lebt nun mit seiner Frau Katy abgelegen nahe einem See in den Bergen. An seinem Geburtstag wird er von seinem früheren Kollegen Mark besucht und überredet, das Haus als Safe House anzumelden. Am nächsten Tag erhält er bereits den ersten Auftrag: Als die Familie Blackwell auf einer Kirmes ist, wird der Sohn Joe von einem Mann namens Michael angesprochen und mitgenommen. Der Vater David kann diese Entführung verhindern, aber der Täter schlägt ihn nieder und ersticht einen Passanten, der eingreifen wollte. Weil der Täter, während die Familie mit David im Krankenhaus ist, ihr Haus betreten hat, ist sie dort nicht mehr sicher und wird in das Safe House von Robert und Katy gebracht. Auch der zweite Sohn Sam, dessen Aufenthaltsort der Familie nicht bekannt war, kommt, nachdem die Polizei ihn gefunden hat, hinzu und der Täter wird als Michael Collersdale identifiziert.
In dem Safe House freundet Robert sich mit Joe an und entnimmt ihm eine DNA-Probe, wodurch herauskommt, dass nicht Ali und David Blackwell seine Eltern sind, sondern Collersdale und Gemma, Alis Schwester, die in der Zwischenzeit von Collersdale ermordet worden ist. Dieser kann den Aufenthaltsort von Joe herausfinden und entführt ihn vom See erneut. Nach einer Verfolgung kann Robert Collersdale dazu bringen, ihm Joe zu übergeben, und in Gegenwart des Kindes wird Collersdale von Polizisten erschossen. Schließlich kommt auch heraus, dass Mark, bevor Susans Fall an Robert übergeben wurde, eine Affäre mit ihr hatte und nicht Eddie Reynolds, sondern Mark aus Eifersucht gegen Robert den Schützen bezahlt und beauftragt hatte.

### Staffel 2 – The Crow
John Channing wird in seinem Haus von einem Maskierten gefesselt und seine Lebensgefährtin Julie Delaney entführt. Der ehemalige Polizist Tom Brook wird durch den Tathergang an einen früheren Fall, die Krähe, erinnert, der genau so vorging. Zwei der drei Männer haben später aus Trauer Selbstmord begangen; nur einer nicht: Simon Duke. Während die Polizei glaubt, es sei diesmal ein Nachahmer des damals geschnappten Täters, vertritt Tom wie damals die These, Griffin habe einen Komplizen gehabt. Er versucht in dem Fall zu ermitteln, aber wird von der Polizei immer wieder gedrängt, sich rauszuhalten. Nach einer Finte des Täters werden John und Dani in Toms Safe House untergebracht. John bezahlt heimlich jemanden, der Griffin im Gefängnis zusammenschlagen lässt, um Julies Aufenthaltsort zu erfahren. Griffin nennt ihn zwar, doch Julie kann dort nicht mehr gefunden werden. Währenddessen entdeckt Toms Lebensgefährtin ein Datingprofil von Julie, das Dani erstellt hat, angeblich weil sie John nicht mag, doch in Wahrheit will sie ihn verführen. Tom findet eine Verbindung zwischen Johns Haus und den Fundorten der toten Ehemänner in dem Immobilienverkäufer Roger Lane. Eine Überprüfung seiner leeren Gebäude führt zur Rettung von Julie Delaney. Doch später findet Tom John tot auf einer Baustelle. Liam, Simons Sohn, der früher für John gearbeitet hat, wird verdächtigt, als er abgehauen ist. Aber er meldet sich bei Tom und erzählt, er habe John gefunden und versucht wiederzubeleben. Tom nimmt Liam ins Safe House mit und Simon folgt auch. Lane erzählt der Polizei, dass Simon (ein Fotograf) und Griffin (ein Schlosser) beide für ihn gearbeitet haben und sich kannten, außerdem dass Simons Frau ihn betrogen habe und er Männern dafür die Schuld gebe. Liam findet in der Tasche seines Vaters ein Gewehr und die Maske der Krähe und dieser gibt ihm gegenüber zu, seine eigene Frau und John getötet zu haben, um die Familie zusammenzuhalten. Simon fesselt Tom und entführt Sam; nachdem dieser sich befreien kann und Simon verfolgt hat, kommt die Polizei an, während Tom Simon unter Wasser drückt und fragt, wo Sam ist.

## Veröffentlichung
Die Serie besteht bisher aus zwei Staffeln mit jeweils vier Episoden und wird seit dem 20. April 2015 auf dem Sender ITV ausgestrahlt. Die Ausstrahlung der ersten Staffel im deutschsprachigen Raum fand vom 2. bis 9. Februar 2016 auf ZDFneo in Doppelfolgen statt. Im September 2015 wurde die Serie um eine zweite Staffel verlängert, die den Titel Safe House: The Crow trägt. Die Erstausstrahlung erfolgte vom 7. bis 28. September 2017 auf ITV, in Deutschland vom 27. November bis 4. Dezember 2017 auf ZDFneo.
Die erste Staffel der Serie erschien im deutschsprachigen Raum bei Polyband am 10. Februar 2016, die zweite Staffel am 5. Dezember 2017. Am 3. Mai 2019 erschien eine DVD-Box, die beide Staffeln enthält; hier wurde die erste mit Safe House: The Lake benannt.

## Episodenliste

### Staffel 1
| Nr. (ges.) | Nr. (St.) | Deutscher Titel | Originaltitel | Erstausstrahlung UK | Deutschsprachige Erstausstrahlung (D) | Regie      | Drehbuch         |
| ---------- | --------- | --------------- | ------------- | ------------------- | ------------------------------------- | ---------- | ---------------- |
| 1          | 1         | Freundschaft    | Episode 1     | 20. Apr. 2015       | 2. Feb. 2016                          | Marc Evans | Michael Crompton |
| 2          | 2         | Familie         | Episode 2     | 27. Apr. 2015       | 2. Feb. 2016                          | Marc Evans | Michael Crompton |
| 3          | 3         | Liebe           | Episode 3     | 4. Mai 2015         | 9. Feb. 2016                          | Marc Evans | Michael Crompton |
| 4          | 4         | Verrat          | Episode 4     | 4. Mai 2015         | 9. Feb. 2016                          | Marc Evans | Michael Crompton |

### Staffel 2
| Nr. (ges.) | Nr. (St.) | Deutscher Titel | Originaltitel | Erstausstrahlung UK | Deutschsprachige Erstausstrahlung (D) | Regie      | Drehbuch                    |
| ---------- | --------- | --------------- | ------------- | ------------------- | ------------------------------------- | ---------- | --------------------------- |
| 5          | 1         | Entführung      | Episode 1     | 7. Sep. 2017        | 27. Nov. 2017                         | Marc Evans | Ed Whitmore                 |
| 6          | 2         | Zweifel         | Episode 2     | 14. Sep. 2017       | 27. Nov. 2017                         | Marc Evans | Ed Whitmore & Tracey Malone |
| 7          | 3         | Verdacht        | Episode 3     | 21. Sep. 2017       | 4. Dez. 2017                          | Marc Evans | Ed Whitmore & Tracey Malone |
| 8          | 4         | Abgrund         | Episode 4     | 28. Sep. 2017       | 4. Dez. 2017                          | Marc Evans | Ed Whitmore & Tracey Malone |

## Besetzung und Synchronisation
Die deutschsprachige Synchronisation entstand unter der Dialogregie von Bernd Nigbur für die erste Staffel und von Ilya Welter für die zweite Staffel durch Splendid Synchron GmbH in Köln.
| Figur               | Darsteller            | Deutscher Sprecher   |
| ------------------- | --------------------- | -------------------- |
| Robert Carmichael   | Christopher Eccleston | Maximilian Hilbrand  |
| Katy Carmichael     | Marsha Thomason       | Daniela Bette-Koch   |
| DCI Mark Maxwell    | Paterson Joseph       | Martin L. Schäfer    |
| DS Becky Gallagher  | Christine Tremarco    | Petra Konradi        |
| David Blackwell     | Jason Merrells        | Stephan Schleberger  |
| Ali Blackwell       | Nicola Stephenson     | Ilya Welter          |
| Sam Blackwell       | James Burrows         | Philipp Danne        |
| Louisa Blackwell    | Harriet Cains         | Katrin Heß           |
| Joe Blackwell       | Max True              |                      |
| Michael Collersdale | Peter Ferdinando      | Michael-Che Koch     |
| Susan Reynolds      | Kelly Harrison        | Jenny Laura Bischoff |
| Eddie Reynolds      | David Schofield       | Volker Wolf          |

| Figur            | Darsteller      | Deutscher Sprecher  |
| ---------------- | --------------- | ------------------- |
| Tom Brook        | Stephen Moyer   | Tobias Kluckert     |
| Sam Stenham      | Zoë Tapper      | Nora Jokhosha       |
| John Channing    | Ashley Walters  | Michael-Che Koch    |
| Dani Delaney     | Sacha Parkinson | Mayke Dähn          |
| Julie Delaney    | Lynsey McLaren  | Vanessa Wunsch      |
| Simon Duke       | Jason Watkins   | Robert Levine       |
| Liam Duke        | Joel MacCormack | Michael Borgard     |
| DCI Jane Burr    | Sunetra Sarker  | Petra Konradi       |
| DI Oliver Vedder | Gary Cargill    | Maximilian Hilbrand |
| Elizabeth Elroy  | Dervla Kirwan   | Britt Gülland       |
| Luke Griffin     | Stephen Lord    | Martin Bross        |

## Rezeption

### Staffel 1
Die erste Staffel von Safe House wurde mit skandinavischen Krimireihen des Genres Nordic Noir verglichen. So heißt es bei hitchecker.de: „Regisseur Marc Evans (Collision) hält sich lieber mit stimmungsvollen, aber mitunter auch ein wenig zähen Landschaftsaufnahmen auf. Mit seinen blass-düsteren Bildern, untermalt von einem bedrohlichen Score, orientiert er sich klar an skandinavischen Thriller-Serien wie Kommissarin Lund und Die Brücke. So stellt sich von Anfang an eine spannende Atmosphäre ein, auch wenn sich die Handlung viel Zeit lässt und sie ohne viel Action auskommt.“
Auf moviebreak.de ist zu lesen: „Landschaftlich und auch von der Kameraarbeit ist Safe House, und das muss man der Serie wirklich lassen, atemberaubend schön. Die Bilder sind kühl gehalten, beinahe könnte man sie mit einer skandinavischen Produktion verwechseln.“
Oliver Jungen von der FAZ hebt positiv hervor, dass die Serie gekonnt Erwartungen unterlaufe. Gelobt wird vor allem das Schauspiel des Hauptdarstellers Eccleston; Lucy Mangan vom Guardian nennt ihn einen unübertrefflichen Meister des Fernsehens. Für Jungen zeigt er „einen ruhigen, grüblerischen, mitunter grummeligen Charme.“ Mit seiner wetterfesten (Sport-)Bekleidung wie Regenmäntel, Neoprenschwimmanzüge, Sturmhauben erinnere er an ein Model für einen Outdoor-Katalog.

### Staffel 2
Die zweite Staffel kam im Vergleich schlechter an und wurde stärker kritisiert. Lucy Mangan schreibt, sie biete nichts Neues. Alison Graham von RadioTimes betrachtet die Klischees für Krimidramen und findet sie stumpfsinnig, überraschungs- und einfallslos. Für den Twist, der mehrere falsche Fährten verwirft, aber zugleich in seiner Erklärung zu viele Fragen offen lasse, wurde besonders das Finale von den Fans stark kritisiert. Auf hitchecker.de wird geurteilt, es handele sich um „eine ziemlich schwache Vorstellung – vor allem im Vergleich zur soliden ersten Staffel der Serie!“